# Granarolo dell’Emilia

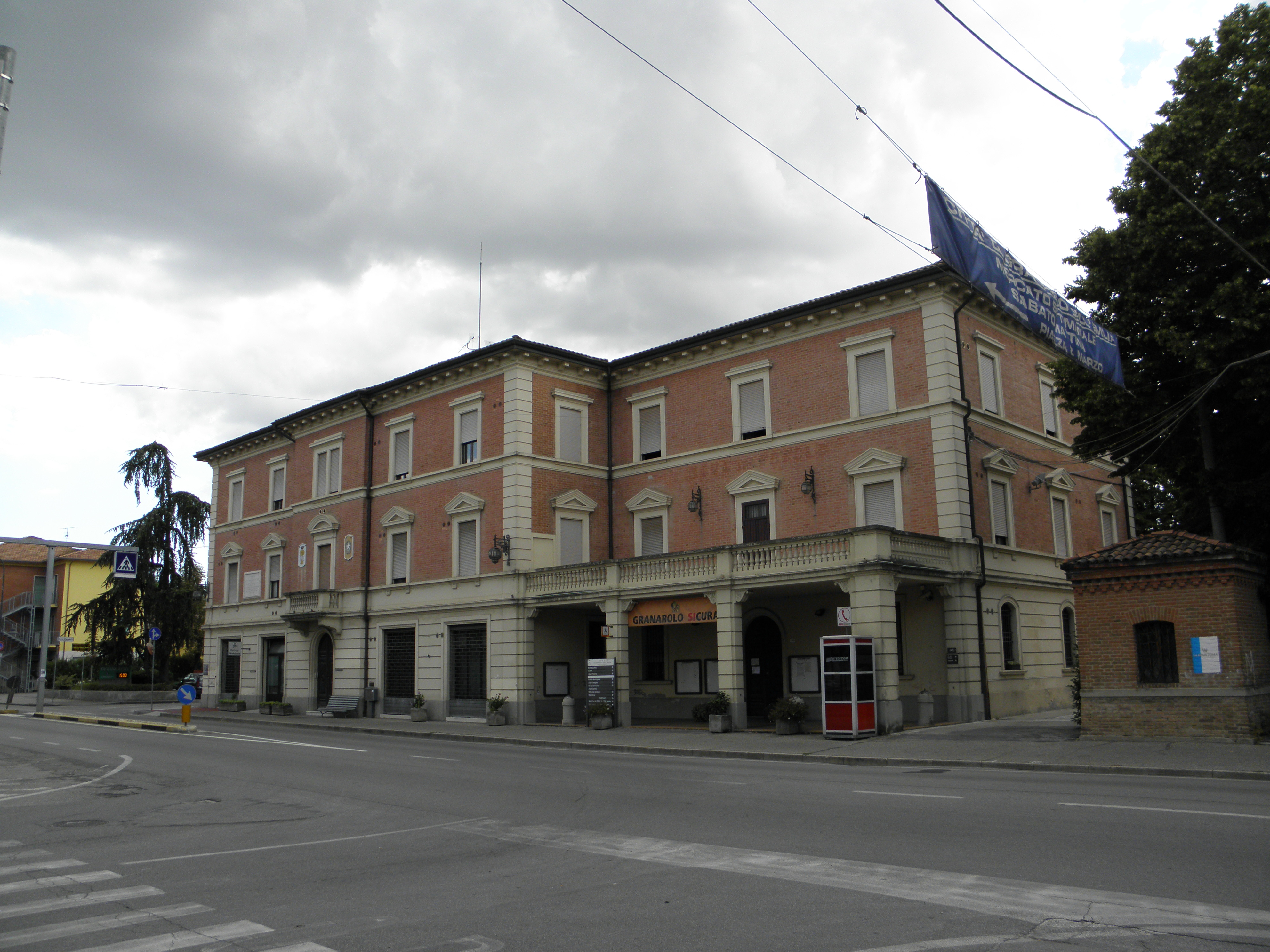
Stadtverwaltung von Granarolo dell’Emilia

Granarolo dell’Emilia ist eine norditalienische Gemeinde (comune) in der Metropolitanstadt Bologna in der Emilia-Romagna. Die Gemeinde liegt etwa zehn Kilometer nordöstlich von Bologna. Seit 1995 trägt die Gemeinde den Titel Città (Stadt). 

## Wirtschaft und Verkehr
Wenige kleinere Betriebe, u. a. metallverarbeitendes Gewerbe, sind in Granarolo angesiedelt. Nordwestlich der Gemeinde verläuft die Autostrada A13 von Bologna Richtung Ferrara, Rovigo und Padua. In etwa parallel dazu verläuft auch die Strada Statale 64.

## Städtepartnerschaften
- Bagnères-de-Bigorre, Département Hautes-Pyrénées